# Matti Kärki
Matti Kärki, född 13 december 1972, är en svensk death metal-sångare som varit aktiv sedan 1988 i band som Therion, Carnage och General Surgery. Sedan 1991 och till idag är Kärki sångare i Dismember. Skivdebuten skedde 1990 med Carnages album Dark Recollections. 

## Historia
Matti Kärki är sångare i det svenska death metal-bandet Dismember sedan 1991. Innan han började i Dismember var han först sångare i det experimentella bandet Carbonized 1988-1990  och i death metal-bandet Therion från 1989. Kärki var också del av det klassiskt svenska death metal-bandet Carnage, från början kallat Global Carnage, tillsammans med Fred Estby och David Blomqvist (från Dismember), Michael Amott (Carcass, Arch Enemy, Candlemass) och Johnny Dordevic (Entombed). Carnage skrev kontrakt med Necrosis och gav ut sitt enda album, Dark Recollections 1990, innan bandet lades ner.
Kärki är också sedan 1993 sångare i det Autopsy-inspirerade bandet Murder Squad. Tillsammans med  Uffe Cederlund (Entombed), Peter Stjärnvind (Merciless) och Richard Cabesa (Dismember) gav han där ut debutalbumet Unsane, Insane and Mentally Deranged 2001 samt albumet Ravenous, Murderous 2003. En höjdpunkt var när Autopsysångaren Chris Reifert själv la sång på delar av Murder Squads andra album.
Matti Kärki var också gästsångare med Entombed vid en konsert i Sala 24 juni 1990, då han sjöng  "But Life Goes On". Han var även General Surgerys sångare från 1988 till 1990 samt år 2000, när bandet tillfälligt återförenades för att spela in en sång till tributalbumet för Carcass, "Requiems of Revulsion".

## Diskografi

### Med Therion
- 1989 - Paroxysmal Holocaust (demo)

### Med Carbonized
- 1989 - Au-To-Dafe (demo)
- 1990 - No Canonization (EP)

### Med General Surgery
- 1990 - Erosive Offals (demo)
- 1990 - Pestisferous Anthropophagia (demo)
- 1990 - Internecine Prurifence (demo)
- 1991 - Necrology (EP)

### Med Carnage
- 1990 - Dark Recollections

### Med Dismember
- 1991 - Like an Ever Flowing Stream
- 1992 - Pieces (EP)
- 1993 - Indecent and Obscene
- 1995 - Casket Garden (EP)
- 1995 - Massive Killing Capacity
- 1997 - Misanthropic (EP)
- 1998 - Death Metal
- 2000 - Hate Campaign
- 2004 - Where Ironcrosses Grow
- 2004 - Live Blasphemies (DVD)
- 2006 - The God That Never Was
- 2008 - Dismember

### Med Murder Squad
- 2001 - Unsane, Insane and Mentally Deranged
- 2003 - Ravenous, Murderous